# Unvaniezh ar Gelennerion Brezhoneg
Unvaniezh ar Gelennerion Brezhoneg, UGB, (en français « Union des enseignants de breton ») est une association qui regroupe des enseignants de toutes les écoles qui assurent des cours de breton.

## Présentation
L'UGB est une association créée en 1982 par des enseignants qui avaient milité pour la création de la licence de breton, obtenue en 1981.
Elle a été particulièrement active dans la création du CAPES de breton et du DEUG de breton. 
En 2018, l'UGB s'efface au profit de l'association Kelennomp !

## Présidents
- Jean-Do Robin
- Armelle Ar C'hozh
- Gwenole Larvol
- 2018 : Brewal Runigo